# Rocco Vata
Rocco Vata (* 18. April 2005 in Glasgow) ist ein irisch-albanischer Fußballspieler, der beim FC Watford in der EFL Championship unter Vertrag steht.

## Karriere

### Verein
Rocco Vata wurde in Glasgow als Sohn des ehemaligen albanischen Fußballnationalspielers und Celtic-Spielers Rudi Vata und dessen schottischer Frau geboren. Im Alter von sieben Jahren begann er bei Celtic Glasgow zu spielen. Als 16-Jähriger erhielt er im Juli 2021 seinen ersten Profivertrag beim Verein. Er wurde vor dem Saisonstart 2022/23 zunächst in das Training mit der ersten Mannschaft von Celtic aufgenommen, kam aber später vorwiegend in der B-Mannschaft des Vereins in der Lowland League zum Einsatz.
Am 28. Dezember 2022 gab der 17-jährige Vata sein Debüt als Profi in der ersten Mannschaft von Celtic, als er beim 4:0-Auswärtssieg gegen Hibernian Edinburgh in der Scottish Premiership für Matt O’Riley eingewechselt wurde. Sein erstes Tor für die Mannschaft erzielte er am 21. Januar 2024 beim 5:0-Sieg gegen Buckie Thistle im schottischen Pokal.
Am 5. Juli 2024 unterschrieb Vata einen Vierjahresvertrag beim englischen Zweitligisten FC Watford.

### Nationalmannschaft
Vata ist durch seinen Vater für Albanien spielberechtigt, durch seine aus Dublin stammende Großmutter mütterlicherseits für die Republik Irland und für Schottland, da er dort geboren wurde. Er vertrat ab dem Jahr 2019 Irland auf internationaler Jugendebene.

## Erfolge
mit Celtic Glasgow:
- Schottischer Meister: 2023
- Schottischer Pokalsieger: 2023, 2024